# Anton Norling
Anton Norling, född 3 augusti 1889 i Oppmanna församling i Kristianstads län, död 17 mars 1969 i Nylöse kyrkobokföringsdistrikt i Göteborg, var en svensk metallarbetare och riksdagspolitiker (kommunist).
Norling var ledamot av riksdagens första kammare från 1947, invald i Göteborgs stads valkrets. Han är begravd på Kvibergs kyrkogård i Göteborg.